# NGC 2546
NGC 2546 is een open sterrenhoop in het sterrenbeeld Achtersteven. Het hemelobject werd in 1751 ontdekt door de Franse astronoom Nicolas Louis de Lacaille.

## Synoniemen
- OCL 726
- ESO 369-SC7